# 菲律賓阿多波

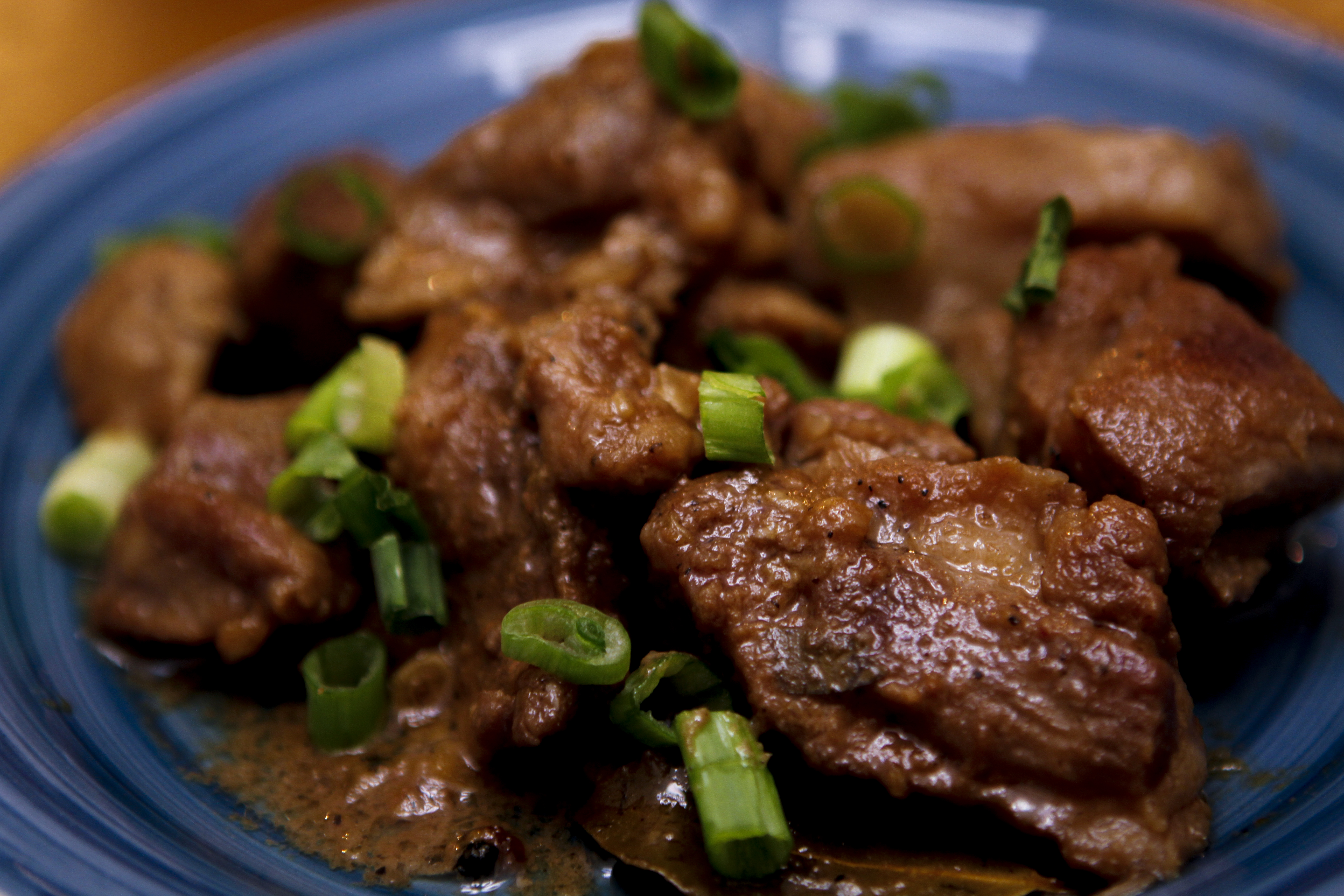
醬燒豬阿多波

菲律賓阿多波是一道流行於菲律賓的本土菜餚，被認定為非官方的國菜。其最常搭配的肉類是雞肉或豬肉，並用醋、醬油、大蒜和黑胡椒粉、月桂葉將這些食材調味。這道菜最主要的製程是“醃製”，也就是將肉類浸泡在上述的醃料中，再以文火燉煮，使肉質漸漸變成褐棕色，並盡可能地吸收醬汁的味道和香氣，過程中可微微翻炒以及加入少量的水協助醬汁入味，待肉質煮熟及醃料浸透後即可上桌。這道菜餚的常見吃法是將嫩煎好的肉品鋪蓋在飯上，再淋上剩餘的醬汁。

## 歷史
早在菲律賓成為殖民地以前，當地即發展出一套符合地理環境的食物製作手法，為了因應菲律賓炎熱潮濕的氣候，當地人常常用醋和食鹽烹調或儲存食物，不僅能抑制細菌的孳生，也可以維持食物的新鮮度和保存期限。而「阿多波」一詞，是來自西班牙語的「Adobar」,意思是把東西浸泡在滷汁的這個動作，也有學者認為此詞彙指的是一種保存食物的方式。直到十六世紀到十七世紀初，西班牙帝國殖民菲律賓時，認識了這道菲律賓本土料理的製作過程，便將此料理取名為阿多波。西班牙傳教士佩德羅·德·聖布埃納文圖拉更是將阿多波編入Vocabulario de la Lengua Tagala字典中，這是阿多波一詞第一次出現在字典裡。而菲律賓的歷史因素，使阿多波這道菜餚受到西班牙、美國、東南亞等國的影響，有著豐富、多元的風味。

## 食材
菲律賓阿多波最基本的原料是醋，通常會使用甘蔗醋、椰子醋或米醋，也可以改成用白酒醋、蘋果醋、黑醋、白醋。菜餚食材的種類能依據個人的喜好做調整，用量的比例也可自行調配，在菲律賓當地每一家做出的阿多波口味也不盡相同。

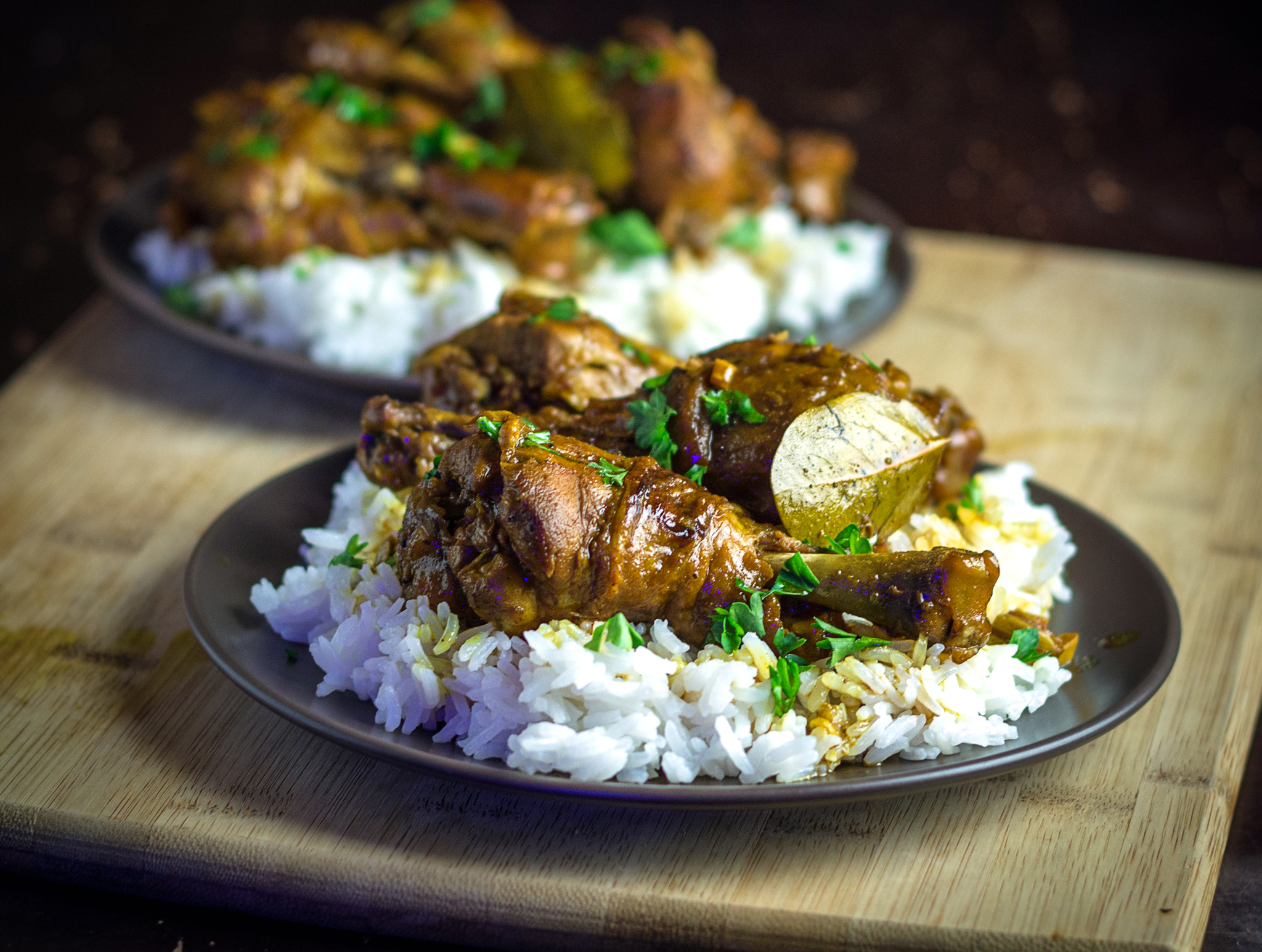
醬燒雞阿多波加白飯

### 肉品
通常會選用雞肉或豬肉，且挑選有帶皮且帶骨的部位，例如：雞腿、雞翅，使醃製醬料更能入味到肉質裡。

### 調味料
醬油(菲律賓醬油最道地，也能用台式或日式醬油替代)、醋、大蒜、黑胡椒粉、洋蔥、月桂葉、香菜、糖、食用油、少許的水。

### 使用器皿
傳統上的使用器具以小型陶罐(palayok或kulon)為主，但現今多已改成用炒鍋、平底鍋、鐵鍋、金屬鍋具煮此料理。

## 烹飪步驟
1. 在平底鍋中加入一湯匙的食用油(如菜籽油)，等幾分鐘讓油加熱、溫度升高後，放入切好的肉類，先煎肉品有帶皮的那面，大約3-5分鐘，直到雞皮嫩煎成金黃色和帶有脆皮感，再翻面使兩面都呈現金黃色澤。
2. 準備另一個鍋子，將上述調味料相混合摻雜在一起：先倒入醬油，加入甘蔗醋，灑上黑胡椒粉，再開中火放入切成細條狀的洋蔥，除了逼出洋蔥本身自然的甜味以外，用1/2匙的糖再添甜味，可以倒入少許的水協助洋蔥軟化。洋蔥變軟後加入已切碎的蒜頭、月桂葉、香菜後，將火侯調小，放入先前煎好的雞腿肉，浸泡、醃製在這些調味料形成的醬汁中，過程中可以視情形加入少量的水，讓水位升高確保醬汁能均勻分布，盡可能地讓雞肉的每個地方都能浸在其中。另外，可持續地拿湯匙將醬汁澆淋在肉上面，也可微微翻炒協助入味。最後蓋上鍋蓋，用小火煨煮20-25分鐘，等雞肉煮熟、轉變成微微的褐棕色，且充分地吸收醃料的風味後即可盛盤。

## 相關料理
在西班牙和拉丁美洲各地的阿多波料理，也是使用混合食材、醃製的手法製成，和菲律賓阿多波的相似之處是作料都有用醋和蒜頭，相異處則是西班牙及拉丁美洲地區傳統上會添加紅番椒(chilis)、辣椒粉(papriko)、牛至葉(oregano)和番茄，但菲律賓阿多波沒有，由於菲律賓阿多波的主要成分是醬油、醋、黑胡椒粉、月桂葉，因此味道會偏鹹、酸、甜。相較之下，西班牙和墨西哥地區阿多波會更辣、牛至葉的味道更突出。
相關的阿多波料理含括牛肉阿多波(adobong baka)、雞肉阿多波(adobong manok)，它們在菲律賓的穆斯林群體裡特別受到歡迎，而不同肉食種類的阿多波還有鵪鶉阿多波、鴨肉阿多波、山羊肉阿多波，至於海鮮類的阿多波，有的會以魚肉、鯰魚、小蝦、魷魚、烏賊作為阿多波料理的主食。蔬果類的阿多波則像是菠菜阿多波、竹筍阿多波、茄子阿多波、香蕉花阿多波、秋葵阿多波。 
其他異國風味的阿多波會使用奇特的食材，例如：蛇肉、青蛙肉、螻蛄、雞肝或雞胗，展現了阿多波菜餚搭配類型的多元性。
不同地區的阿多波料理也會因為地域性的差異而味道不一樣，在菲律賓呂宋島南部的比柯爾區(Bicol region)以及菲律賓三寶顏城市的穆斯林群體，常用椰奶燉煮阿多波。菲律賓的甲米地(Cavite)習慣用豬肝碎末烹煮當地的阿多波，而拉古納省(Laguna)則會用薑黃調味，把阿多波的外表染成微微的黃色。可知菲律賓各地的料理皆有差異，獨具當地的特色。

## 其他用途
除了菲律賓阿多波這道料理之外，它的口味也被大量地改良、添加在多種食物上，例如道地的菲律賓點心產品—— corniks (一種油炸玉米粒的零食，呈不規則圓形顆粒狀，有脆脆的口感，大部分是大蒜口味，也有菲律賓阿多波口味)、堅果、湯麵、玉米脆餅等。藉由菲律賓阿多波的獨特口味，發展成菜餚以外的產品，創造出更多的商機。

## 流行文化
2023年3月16日，Google Doodles发布了菲律賓阿多波的涂鸦